# LU Андромеды
LU Андромеды (лат. LU Andromedae) — одиночная переменная звезда в созвездии Андромеды на расстоянии приблизительно 5000 световых лет (около 1500 парсек) от Солнца. Звёздная величина в синей части спектра (B) меняется от +19,5m до +17,3m.

## Характеристики
LU Андромеды — эруптивная неправильная переменная звезда (IA:).